# Rue de l'Olive
La rue de l'Olive est une voie du 18e arrondissement de Paris, en France.

## Situation et accès
La rue de l'Olive est une voie publique située dans le 18e arrondissement de Paris, dans le quartier de la Chapelle. Elle débute au 92, rue Riquet, longe le marché de La Chapelle (auquel elle donne parfois son nom, marché de l'Olive) et se termine au 27, rue de Torcy. La rue est entièrement piétonnière.

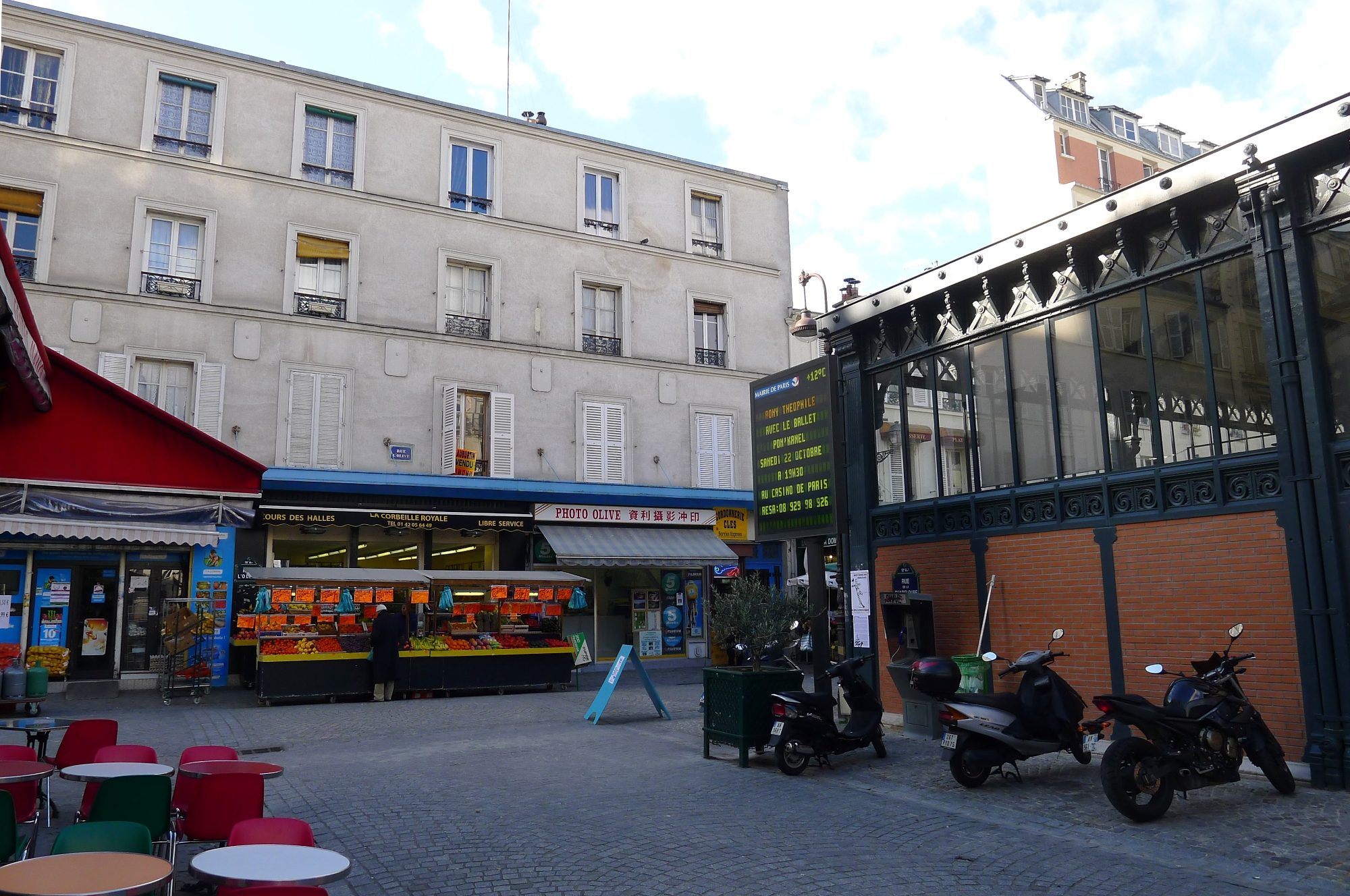
Boutiques de la rue de l'Olive, vue depuis la rue de la Guadeloupe.
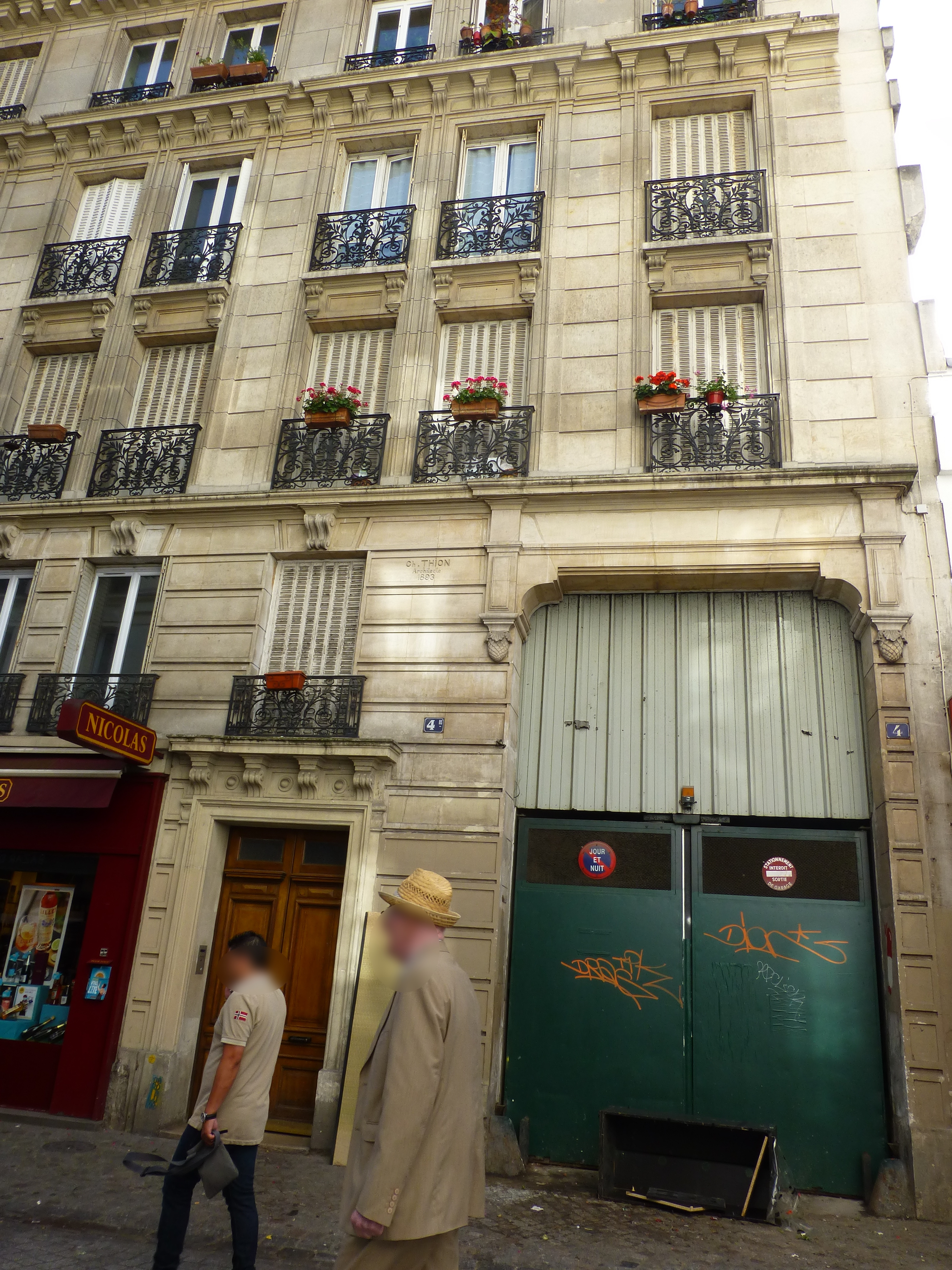
No 4, Ch. Thion, architecte, (1893).
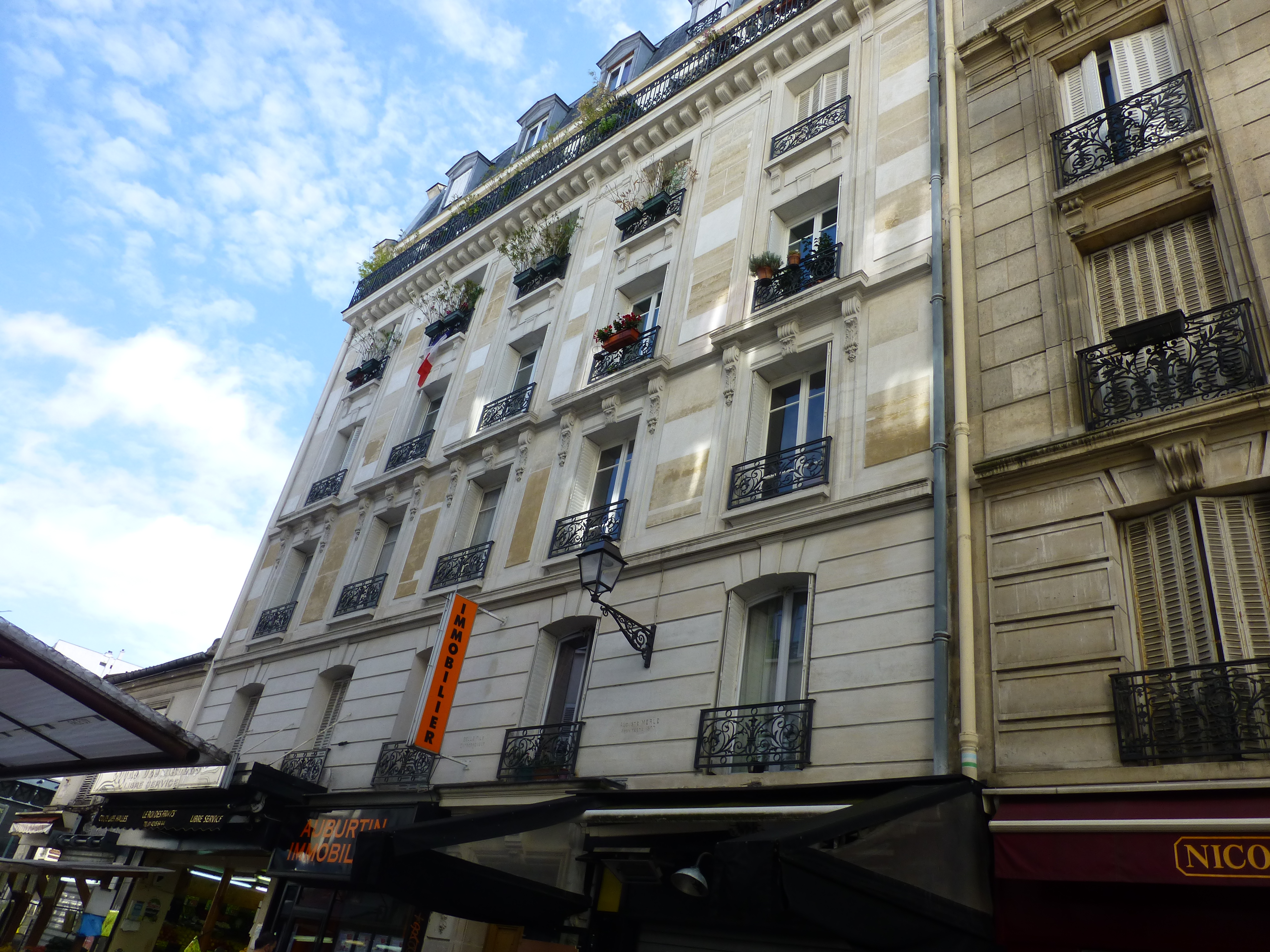
No 6, Auguste Merle, architecte.
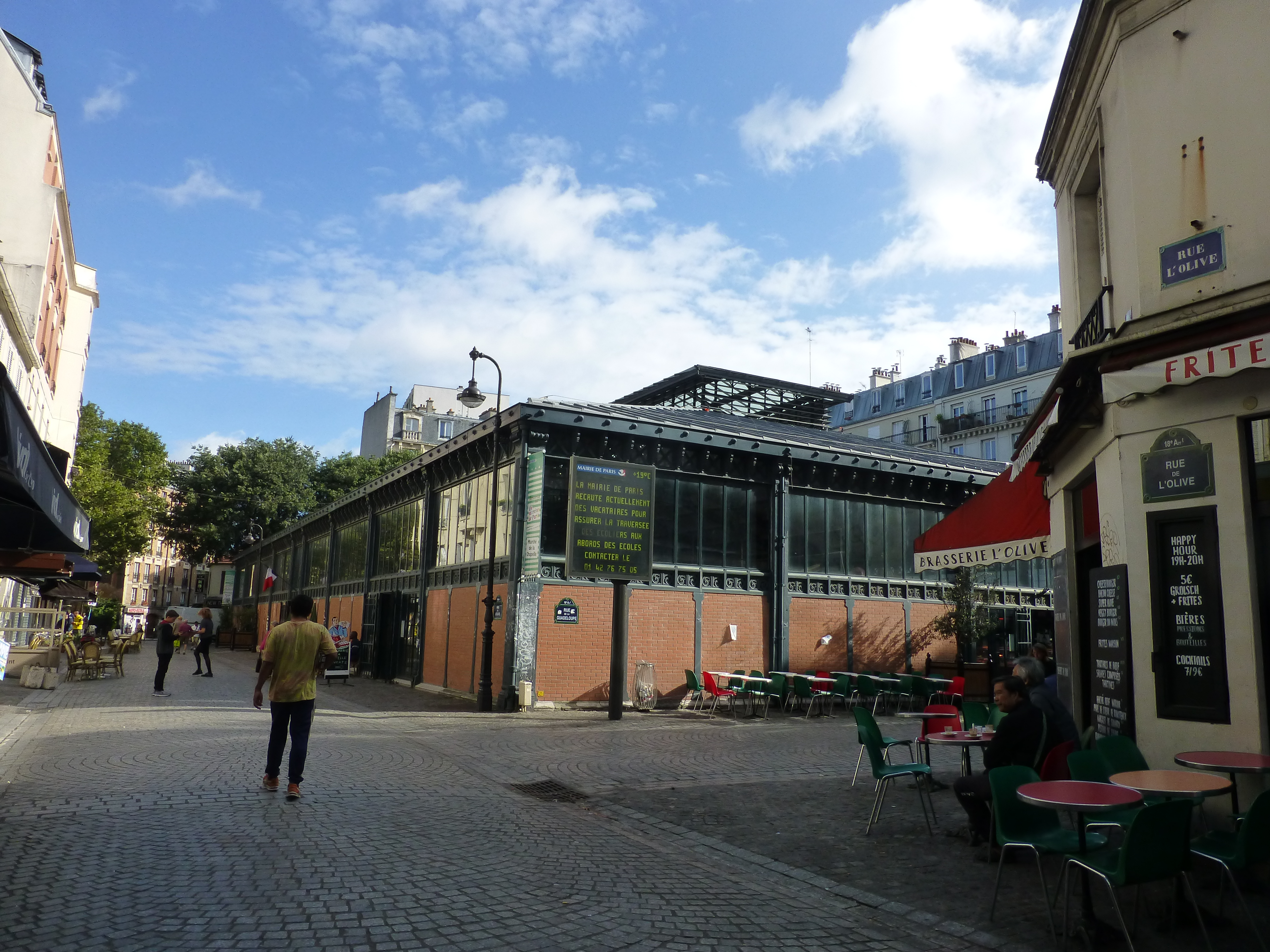
Marché de l'Olive.

## Origine du nom
Par décret du 10 février 1875, elle porte le nom de Charles Liénard de l'Olive, colonisateur de la Guadeloupe au XVIIe siècle (la rue de la Guadeloupe débute d'ailleurs dans cette rue).
Au XXIe siècle, peu de gens prononçant correctement « rue L'Olive », elle était couramment appelée « rue de l'Olive ». Le 10 octobre 2011, le Conseil de Paris décide d'entériner ce changement de dénomination, afin d'effacer la référence à la période historique de la colonisation,. 10 ans auparavant, en 2001, la rue Richepanse avait changé de nom pour les mêmes raisons, Richepanse ayant rétabli l'esclavage à la Guadeloupe sur ordre de Napoléon.

## Historique

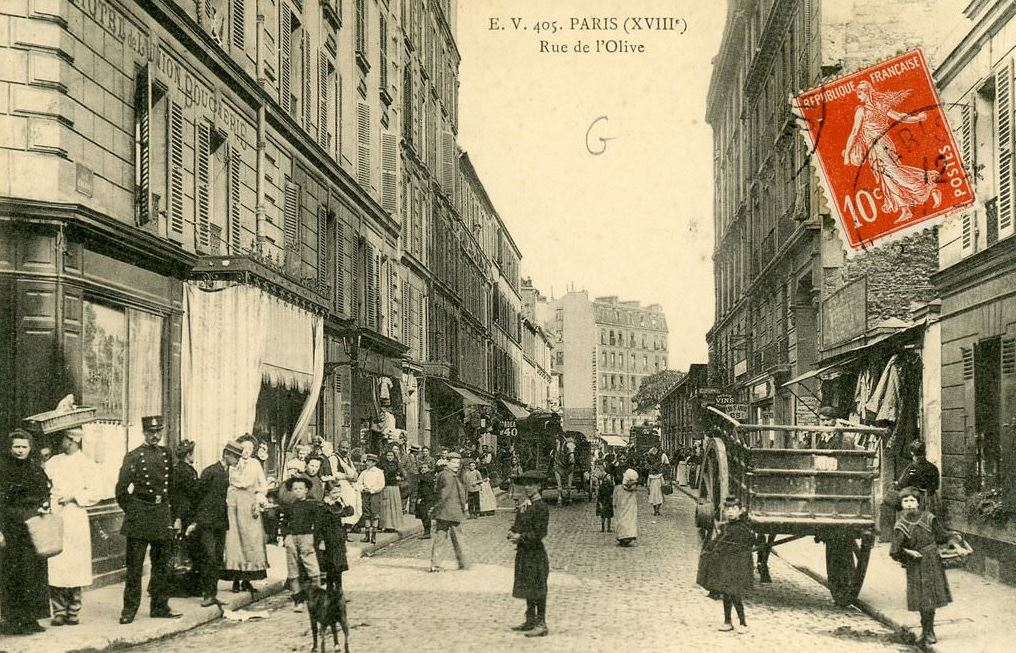
Paris, rue de l'Olive, vers 1900.

La rue du Marché est une voie de l'ancienne commune de La Chapelle qui a été classée dans la voirie parisienne par un décret du 23 mai 1863. Un décret du 10 février 1875 lui donna le nom de « rue L'Olive ».